# فاتح اردین
فاتح اردین (به انگلیسی: Fatih Erdin، متولد ۱ فوریهٔ ۱۹۹۴) کشتی‌گیر آزادکار تیم ملی ترکیه است.
از افتخارات وی می‌توان به کسب مدال نقره در مسابقات قهرمانی کشتی جهان ۲۰۱۸ اشاره کرد.

## مسابقات قهرمانی کشتی جهان ۲۰۱۸
اردین در وزن ۸۶ کیلوگرم کشتی آزاد مسابقات قهرمانی کشتی جهان ۲۰۱۸ بوداپست حاضر بود که بوریس ماکوجف از اسلواکی، گوان‌اوک کیم از کره جنوبی و تایموراز فریف از اسپانیا را شکست داد و به فینال رسید. وی در دیدار نهایی از دیوید تیلور کشتی‌گیر آمریکا شکست خورد و به مدال نقره بسنده کرد.